# Franklin (West Virginia)
Franklin is een plaats (town) in de Amerikaanse staat West Virginia, en valt bestuurlijk gezien onder Pendleton County.

## Demografie
Bij de volkstelling in 2000 werd het aantal inwoners vastgesteld op 797.
In 2006 is het aantal inwoners door het United States Census Bureau geschat op 804, een stijging van 7 (0,9%).

## Geografie
Volgens het United States Census Bureau beslaat de plaats een oppervlakte van
1,3 km², geheel bestaande uit land. Franklin ligt op ongeveer 469 m boven zeeniveau.

## Plaatsen in de nabije omgeving
De onderstaande figuur toont nabijgelegen plaatsen in een straal van 44 km rond Franklin.